# جون جوزيف دوغرتي
جون جوزيف دوغرتي (بالإنجليزية: John Joseph Dougherty)‏ هو قسيس أمريكي، ولد في 16 سبتمبر 1907 في جيرسي سيتي في الولايات المتحدة، وتوفي في 20 مارس 1986.